# 養浩館庭園
養浩館庭園（日语：ようこうかんていえん）是位於日本福井縣福井市寶永3丁目的一座日本庭園，被日本政府指定為名勝。養浩館庭園地處福井城本丸以北約400米處，曾是舊福井藩主松平家的別邸。大正年間庭園內曾建有小學。美國日本庭園專門雜誌Journal Of Japanese Gardening在2008年至2010年連續3年將養浩館庭園選為世界第三位的日本庭園。

## 外部連結
- 名勝 養浩館庭園
- 福井市立郷土歴史博物館 （页面存档备份，存于）